# Paulo Moura
Paulo Moura (15 de julio de 1932 - 12 de julio de 2010) fue un clarinetista y saxofonista brasileño.

## Carrera
Nacido en São José do Rio Preto, donde su padre era maestro de una banda de música y animó a su hijo a convertirse en sastre, Paulo estudió en la Escuela Nacional de Música y tocó con la Orquesta Sinfónica Brasileña. Fue el primer artista de color en convertirse en el primer clarinetista de la Orquesta del Teatro Municipal. Apareció en la noche del Bossa Nova en el Carnegie Hall en 1962 con el tecladista Sérgio Mendes. Compartió nuevamente con Mendes en la grabación del álbum de 1962 Cannonball's Bossa Nova. Ganó el premio Sharp al instrumentista más popular del año en 1992.
Su álbum Paulo Moura e Os Oito Batutas fue catalogado por Barnes & Noble como uno de los mejores álbumes de 1998. De 1997 a 1999 fue miembro del Consejo Estatal de Cultura de Río de Janeiro, miembro del Consejo Federal de la Música y presidente de la Fundación Museo de la Imagen y el Sonido. En el año 2000 Moura se convirtió en el primer instrumentista brasileño en ganar el Grammy Latino.

### Fallecimiento
Moura murió de linfoma tres días antes de cumplir sus 78 años. En su última reunión musical informal, celebrada el 10 de julio de 2010, participaron músicos como David Feldman, Daniela Spielmann, Marcello Gonçalves, Gabriel Moura, Humberto Araujo y Wagner Tiso. Estaba casado con Halina Grynberg y tuvo dos hijos, Pedro y Domingos.